# Nut (economie)
Nut (Engels: utility) is een maat voor relatieve tevredenheid. Het is de totale tevredenheid die een consument bij het consumeren van een combinatie van goederen en diensten ondervindt. Het kan gemodelleerd worden als kardinale of ordinale grootheid. In het laatste geval is bij de vergelijking van nutswaarden alleen van belang welke groter is, niet hoeveel groter. Een groter nut correspondeert met preferentie, en een ordinale nutsfunctie met een preferentierelatie. Samen met de rijkdom en de prijzen van de goederen en diensten bepaalt deze de optimale "consumptiepakketten". Het model kan in principe nog uitgebreid worden door consumptie in het ene jaar en in het andere jaar te onderscheiden, zodat ook keuzes zoals nu of later consumeren en voorkeur voor lenen of sparen worden meegenomen, en met kansverdelingen van consumptiepakketten, zodat onder meer ook voorkeur voor of afkeer van onzekerheid wordt meegenomen.
De leer van utilitarisme zag de maximalisatie van het nut als een moreel criterium voor de organisatie van de samenleving. Volgens utilitaristen, zoals Jeremy Bentham (1748-1832) en John Stuart Mill (1806-1873), zou de samenleving er naar moeten streven het totale nut van alle individuele leden samen te maximaliseren, met als doel het realiseren van het grootste geluk voor het grootste aantal mensen. Een recentere theorie, die rond 1970 door John Rawls (1921-2002) werd geformuleerd, stelde dat de samenleving het nut zou moeten maximaliseren van dat individu dat in eerste instantie de minste hoeveelheid nut ontving. In beide visies op nut zijn respectievelijk de liberale en sociaaldemocratische visies op de samenleving te herkennen.
Nut wordt meestal door economen in zulke constructies toegepast als de indifferentiecurve. Deze plot de combinatie van goederen, waarvan een individu of een samenleving accepteert dat deze een bepaald niveau van tevredenheid biedt. Individueel- en sociaal nut kan worden geconstrueerd als de waarde van respectievelijk een nutsfunctie en een sociale welvaartsfunctie. Wanneer dezen worden gecombineerd met productie- of grondstofbeperkingen, kunnen deze functies onder bepaalde veronderstellingen worden gebruikt om de Pareto-efficiëntie te analyseren, zoals wordt geïllustreerd door Edgeworth-boxen in contractcurven. Zulke Pareto-efficiëntie is een centraal begrip in de welvaartseconomie.

## Geschiedenis
Blaise Pascal had in 1654 het puntenprobleem opgelost, daarmee de waarde van een goed of dienst bepalend door de verwachte opbrengst. Deze wiskundige verwachting is het gewogen gemiddelde van alle mogelijke uitkomsten, waarbij de weging afhankelijk is van de kans dat een bepaalde uitkomst zich voordoet.

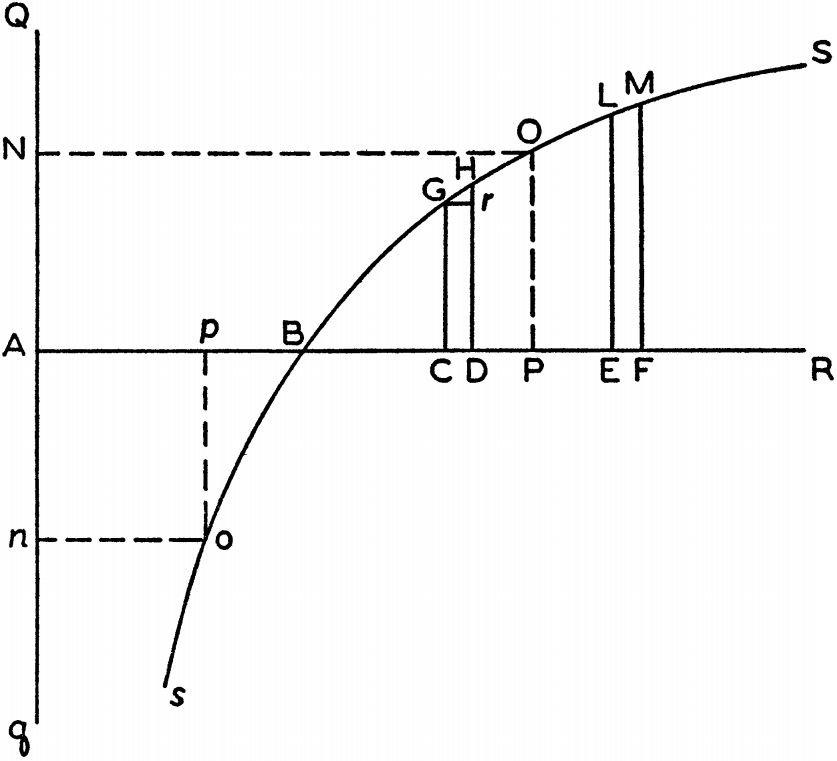
Op de horizontale as is de rijkdom uitgezet en op de verticale as het nut. AB is daarbij de aanvankelijke rijkdom. Bij toenemende rijkdom neemt het nut minder snel toe, volgens Bernoulli met een logaritmische functie

In 1738 publiceerde Daniel Bernoulli Specimen Theoriae Novae de Mensura Sortis. In deze nieuwe theorie om het lot te meten stelde hij dat de waarde van een goed niet moet worden gemeten aan de hand van de verwachte opbrengst, maar op basis van emolumentum of de morele verwachting, het nut voor de bezitter. Wat voor een arm persoon een aanzienlijk bedrag is, is voor een rijk persoon veel minder relevant, het nut van iedere kleine toename van het vermogen is omgekeerd evenredig met de omvang van dat vermogen.
Met de Sint-Petersburgparadox toonde hij aan dat de wiskundige verwachting niet de enige factor is die de investeringsbereidheid bepaalt. Doordat het Sint Petersburg-spel uit een oneindig aantal rondes kan bestaan, is het gewogen gemiddelde van de opbrengst ook oneindig. Op basis van de wiskundige verwachting zou dan elke eindige inleg acceptabel zijn. Er is echter een kans van 50% dat de opbrengst 1 dukaat is, waardoor elk weldenkend mens af zal zien van een grote inleg. Dat maakt dat de morele verwachting wel eindig is.
Dat de morele verwachting ook van belang is, toonde Bernoulli aan met het voorbeeld van een loterijlot dat met gelijke waarschijnlijkheid ofwel niets, ofwel twintigduizend dukaten oplevert, met dus een gewogen gemiddelde van tienduizend dukaten. Hij stelt dat een zeer arme man het lot desondanks voor negenduizend dukaten zal willen verkopen, terwijl een rijke man het voor die prijs zal willen kopen. Hoewel de objectieve waarde – de prijs – voor beiden gelijk is, is de subjectieve waarde dat niet, aangezien de relatieve positie de arme man veel meer verbetert met negenduizend dukaten dan die van de rijke man. De morele verwachting is dus afhankelijk van de omstandigheden waarin iemand zich bevindt en verklaart het mijden van risico van de arme man en het risico zoeken van de rijke man. De hypothese van Bernoulli bleek daarmee goed in staat om zaken te verklaren als waarom verzekeringen worden afgesloten. Voor kansspelen was dit echter juist een slechte verklaring. In plaats van een concave logaritmische functie, past daar een convexe functie, omdat er grote waarde wordt gehecht aan een kleine kans op een grote winst.
Met de eerdere benadering zou bij een transactie ofwel de koper, ofwel de verkoper nadeel ondervinden. Het inzicht van Bernoulli betekende dat beiden baat konden hebben bij de transactie wat van belang was bij de latere formulering van de wet van vraag en aanbod en voor de ideevorming rond besluitvorming onder onzekerheid.

### Mercantilisme
Gian Francesco Lottini had al een basisbegrip van tijdspreferentie, het besef dat er een verschil zit tussen de waardering voor een goed nu en de waardering op een later tijdstip. De economen van het mercantilisme legden de nadruk op de vraagzijde. Hoe groot de invloed hiervan kon zijn, werd wel duidelijk uit de roep A horse! A horse! My kingdom for a horse! in Richard III van Shakespeare. Zo probeerde Bernardo Davanzati de waardeparadox op te lossen door in Lezione delle monete uit 1588 de nadruk te leggen op de vraag. De subjectieve waardetheorie dat een object om waarde te bezitten zowel nuttig als schaars moet zijn, klonk ook door in het werk van Ferdinando Galiani die in 1751 Della moneta publiceerde, waarin hij stelde dat de waarde van geld en goederen gebaseerd is op het nut dat ze hebben voor mensen.
In 1789 ontdekte Jeremy Bentham dit idee van grensnut opnieuw. Nut werd bij hem een balans van pijn en genot, waarbij het eerste verminderd en het tweede vermeerderd moet worden:
Nature has placed mankind under the governance of two sovereign masters, pain and pleasure. It is for them alone to point out what we ought to do, as well as to determine what we shall do.
Deze grondslag van het utilitarisme of nuttigheidsdenken rekende hij uit met de felicific calculus of hedonistische calculus, bestaande uit de omstandigheden:
- intensiteit
- duur
- zekerheid
- nabijheid
- productiviteit
- zuiverheid
- reikwijdte

Hieruit volgde de berekening van het geluk in aantal utils. Bentham was zich bewust van de basis van wat de eerste wet van Gossen zou worden, ook wel de wet van het afnemend grensnut:
One Guinea, suppose, gives a man one degree of pleasure: [...] it is not true by any means that a million of guineas given to the same man at the same time would give him a million of such degrees of pleasure.
Dit zou echter alleen zichtbaar zijn bij grote verschillen, bij kleinere verschillen zou het verband tussen geld en geluk directer zijn. Hoewel Bentham geen mathematisch onderbouwing gaf zoals Bernoulli had gedaan, hadden de ideeën van Bentham veel meer invloed. Doordat iedereen in gelijke mate meetelt, heeft nut een egalitair karakter. Zoals uit een opmerking van attorney-general Alexander Wedderburn bleek, kon het principe van het grootste geluk voor het grootste aantal mensen problematisch zijn als een overheid het principe van het grootste geluk voor een enkeling voor ogen heeft.

### Klassieke economie
William Petty verschoof de aandacht van de vraagzijde naar de aanbodzijde en daarmee van de subjectieve naar de intrinsieke waardetheorie. Zijn poging om tot een arbeidswaardetheorie te komen, kreeg enige navolging, maar het zou tot de publicatie van The Wealth of Nations in 1776 duren voordat deze omslag werkelijk werd gemaakt. In dit werk maakt Adam Smith verschil tussen gebruikswaarde en ruilwaarde met zijn waardeparadox, maar kwam niet tot een oplossing:
The word VALUE, it is to be observed, has two different meanings, and sometimes expresses the utility of some particular object, and sometimes the power of purchasing other goods which the possession of that object conveys. The one may be called "value in use"; the other, "value in exchange." The things which have the greatest value in use have frequently little or no value in exchange; and, on the contrary, those which have the greatest value in exchange have frequently little or no value in use. Nothing is more useful than water: but it will purchase scarce anything; scarce anything can be had in exchange for it. A diamond, on the contrary, has scarce any value in use; but a very great quantity of other goods may frequently be had in exchange for it.
De intrinsieke benadering dat een object een waarde heeft onafhankelijk van de waarnemer vond navolging bij David Ricardo en Karl Marx. Ricardo was zich wel bewust dat een product enig nut moest hebben om een waarde te vertegenwoordigen, onafhankelijk van de moeite die het kost om het te produceren. Desondanks zag hij weinig toegevoegde waarde in het begrip, zoals bleek in correspondentie met John Stuart Mill over het werk van Bentham:
I like the distinction which Adam Smith makes between value in use and value in exchange. According to that opinion utility is not the measure of value.
De Franse klassieke economen als Condillac, Turgot, Say en Bastiat verdedigden de subjectieve benadering. Tegen Say gaf Ricardo aan dat nut weliswaar de basis vormde voor waarde, maar dat bij hogere productiekosten de prijs altijd hoger zal liggen. Daarmee was het begrip nut voor Ricardo overbodig bij het bepalen van de waarde. Daarnaast was nut geen eenduidig begrip en daardoor niet bruikbaar als meetlat.
Mill volgde wel de lijn van Bentham en diens grootste-geluk-principe. Bentham was zeer calculerend, wat het utilitarisme op de nodige kritiek kwam te staan, zoals Mill dit in Utilitarianism uit 1863 verwoordde.
Hoewel de basisprincipes misschien niet te meten zijn, kon er volgens Mill wel gebruikgemaakt worden van secundaire principes, zoals ook zeelieden gebruikmaken van astronavigatie om hun weg op zee te vinden. Veel later kwam A.J. Ayer ook tot de conclusie dat de rekenmethode van Bentham een mythe was en dat de enige mogelijke benadering die van de samenleving als geheel was en niet die van het individu. Hoewel Bentham er niet in was geslaagd om moraliteit upon the sure path of a science te brengen, had hij wel een richting gegeven die daaraan bijdroeg. Nut of value in use was volgens Mill de uiterste ruilwaarde. Anders dan de Oostenrijkse school stelt, werd in de klassieke economie dus ook gebruikgemaakt van het subjectieve nut. Volgens Mill werd de ruilwaarde bepaald door twee factoren, de gebruikswaarde of nut en schaarste.
Het verband tussen nut, vraag en marktprijs en een volledig begrip van afnemend grensnut ontbrak bij de meeste klassieke economen, maar dit was niet zo'n probleem, aangezien de nadruk lag op de natuurlijke prijs die voornamelijk door aanbod en kosten wordt bepaald. Een vroege uitzondering was William Forster Lloyd die zich in 1833 afzette tegen Smith en waarde omschreef als:
the feeling of affection or esteem for the object, arising from a sense of the loss of the gratification contingent on the loss of the object.
Het werk van de bescheiden Lloyd bleef echter onopgemerkt tot Seligman het in 1903 ontdekte. Lloyd kwam dicht bij de wet van het afnemend marginale nut, maar wist de uiteindelijke conclusie niet te trekken. Datzelfde gold voor Nassau Senior in 1836. Twee jaar na de dood van Lloyd in 1852 formuleerde Hermann Heinrich Gossen deze wet alsnog.
Antoine-Augustin Cournot maakte in 1838 onderscheid tussen ruilwaarde en nut, waarbij die laatste wisselende definities ongeschikt was voor wetenschappelijk gebruik. Wel zag hij een negatief verband van nut met vraag. Ook Jules Dupuit kwam in 1844 in een zoektocht naar de ideale prijs voor een tolbrug met de wet van het afnemend marginale nut en leidde daaruit de vraagcurve af. Hierbij kwam hij ook tot het relatieve nut, wat Alfred Marshall later consumentensurplus zou noemen. Het werk van Dupuit en Gossen had tijdens de publicatie echter weinig invloed, terwijl vooral Gossen de meest complete uitwerking had door in de tweede wet van Gossen rekening te houden met de verdeling van het afnemende marginale nut tussen meerdere goederen.

### Marginale revolutie
Zowel de eenzijdige nadruk op productie als die op vraag waren niet in staat om de waardeparadox op te lossen. Pas met het concept van marginaliteit kwam de oplossing in zicht. In 1878 kreeg William Stanley Jevons via Robert Adamson het werk van Gossen onder ogen. In 1871 had hij echter al Theory of Political Economy gepubliceerd, terwijl Carl Menger in hetzelfde jaar met Grundsätze der Volkswirtschaftslehre de grondslag legde voor de Oostenrijkse school, terwijl Léon Walras in 1874 Éléments d'économie politique pure publiceerde en zo de school van Lausanne begon. In alle drie de werken werd onder verschillende namen het afnemend grensnut behandeld. Jevons stelde zelfs dat value depends entirely upon utility. Zo verschoof de nadruk van de aanbodszijde en de arbeidswaardetheorie van de klassieke economie naar de invloed op de vraag en vormde de neoklassieke economie zich. Jevons probeerde zoals Bentham met zijn felicific calculus tot een wiskundige vergelijking te komen van de final degree of utility. Daarmee zou handel uitgedrukt kunnen worden op basis van het nut van een product. Deze kwantitatieve uitdrukking zou later bekend worden als kardinaal nut, al gaf Jevons later wel aan dat nut moeilijk werkelijk uit te rekenen was. Waar Jevons zag dat iedereen een andere waarde gaf aan het gevoel van pijn en genot, dacht Walras juist dat er een satisfaction maximum voor de maatschappij als geheel was. Hij had een veel verder uitgewerkt wiskundig model waarbij afnemend grensnut als rareté onderdeel was van zijn algemene evenwichtstheorie. Deze moest het verloop van vraag, aanbod en prijzen verklaren in een economie met verschillende markten.
Menger wees de wiskundige benadering van de andere twee juist af. De mens was volgens hem geen hedonistische Homo oeconomicus en de wiskundige benadering gaf geen juist beeld van de werkelijke wereld met zijn complexe onderliggende processen. Het werk van Menger gaf een betere verklaring voor de relatie tussen nut, waarde en prijs. Dit kan gezien worden als voorloper van ordinaal nut waarbij relatief geordend wordt en nut geen absolute waarde krijgt. Waarde en niet prijs was volgens Menger de essentiële factor in een transactie, waarbij hij net als Smith onderscheid maakte tussen gebruikswaarde en ruilwaarde. Prijs was slechts het enige goed waar te nemen fenomeen van een complex geheel. Hoewel de drie vaak in een adem worden genoemd als het over de marginale revolutie gaat, verschilde hun werk dus aanzienlijk.

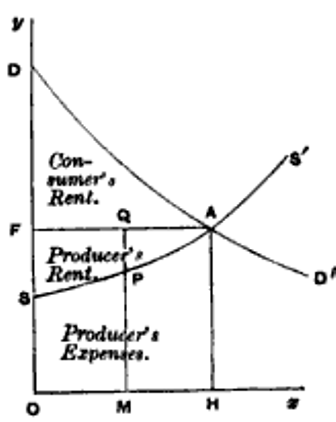
Kromme van vraag en aanbod uit Principles of Economics

Ondanks de verschillen had het werk van de drie een dusdanig invloed dat de economische wetenschap naast productie en aanbod ook vraag werd betrokken in marktanalyses. Het was met de publicatie van Principles of Economics van Alfred Marshall in 1890 dat vraag en aanbod, grensnut en productiekosten als coherent geheel werden behandeld. Marshall ging uit van nut als kardinale grootheid, al kwantificeerde hij deze niet en gebruikte hij nut niet om waarde uit te drukken, maar om tot krommes van vraag en aanbod te komen. Ook Francis Ysidro Edgeworth zag de verhouding van nut tot waarde als kwantificeerbare grootheid. Hij maakte daarbij onderscheid tussen individueel nut en universeel nut. Om het universeel nut te benaderen, nam Arthur Cecil Pigou het national dividend als uitgangspunt van de economische welvaart. Het maximale nut zou bereikt worden door niet alleen het nationaal inkomen te vergroten, maar ook door de fluctuaties daarvan te verminderen en om het gelijkmatiger te verdelen.

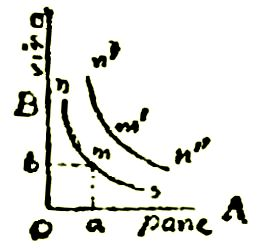
De indifferentiecurve volgens Vilfredo Pareto

Edgeworth gaf de wiskundige uitleg voor de indifferentiecurve voor verschillende combinaties van goederen die dezelfde mate van voldoening zouden geven. Vilfredo Pareto was in 1906 de eerste die de indifferentiecurve ook tekende en daarmee verschoof het naar een relatieve of ordinale verhouding. Bij Pareto was nut een algemeen begrip en hij introduceerde ofelimità als specifiek economisch nut. Ook zette hij Pareto-efficiëntie uiteen die uitgaat van relatieve verhoudingen. John Hicks en Roy Allen gebruikten deze curves om consumentengedrag te modelleren op basis van ordinale vergelijkingen van tevredenheid. Dit artikel benoemde voor het eerst kardinaal nut en betekende een kentering in de richting van ordinaal nut.

## Kritiek
Het begrip nut is een klassiek begrip in de lesstof van de middelbare school economie. Het is echter een omstreden begrip, omdat het niet tastbaar is en niet gemeten kan worden. Het is een abstract begrip, waarmee in een model van de economische werkelijkheid de werking van bepaalde economische processen op een eenvoudige manier uitgelegd kan worden. Economen gebruiken het in modellen om het gedrag van rationeel handelende agenten te voorspellen, of te verklaren. Dat kan ook zonder het begrip nut, alleen wordt het model wiskundig gezien veel lastiger om te doorgronden.
Stel een agent ontleent een hoeveelheid nut aan het consumeren van bepaalde goederen, en stel die agent is rationeel, en stel meer is beter, dus die agent wil zijn nut maximaliseren. En dan komen de beperkingen om de hoek kijken, zoals markt en techniek, waardoor er keuzes gemaakt moeten worden. Economen houden vol dat agenten in de economie rationele keuzes maken, of, dat het gedrag van agenten het beste voorspeld wordt in een model dat gebaseerd is op rationele keuzes. De modellen van het CPB gaan daar bijvoorbeeld van uit.
Niet-rationele overwegingen verstoren de gebruikte analyse. De stroming der gedragseconomen bestudeert de niet-rationele beslisbomen en tracht deze modelmatig te omschrijven.